# Campanhã
Campanhã (pronunție în portugheză [kɐ̃pɐˈɲɐ̃]) este o freguesia (parohie civilă) din orașul Porto, Portugalia. Populația în anul 2011 era de 32.659 locuitori, pe o suprafață de 8,04 km². Aici se află gara Campanhã, cea mai importantă din Porto.